# Moron (ort i Haiti, Grand'Anse, lat 18,56, long -74,26)
Moron är en ort i Haiti.   Den ligger i departementet Grand'Anse, i den västra delen av landet, 200 km väster om huvudstaden Port-au-Prince. Moron ligger 76 meter över havet och antalet invånare är 1 830.
Terrängen runt Moron är huvudsakligen kuperad. Moron ligger nere i en dal. Runt Moron är det ganska tätbefolkat, med 192 invånare per kvadratkilometer. Närmaste större samhälle är Jérémie, 18,0 km nordost om Moron. Omgivningarna runt Moron är en mosaik av jordbruksmark och naturlig växtlighet.